# Barbie: Cánh bướm cổ tích
Barbie: Cánh bướm cổ tích (tiếng Anh: Barbie: Mariposa and her Butterfly Fairy Friends) là một bộ phim hoạt hình máy tính direct to video Barbie 2008 được công chiếu ngày 26 tháng 2 năm 2008.

## Phân vai lồng tiếng
- Chiara Zanni vai Barbie/Mariposa
- Tabitha St. Germain vai Willa/Coral/Flutterpixie
- Kathleen Barr vai Rayna
- Erin Mathews vai Rayla
- Nicole Oliver vai Henna
- Alessandro Juliani vai Prince Carlos
- Cathy Weseluck vai Zinzie/Dizzle/Fairy Speck
- Alistair Abell vai Lord Gastrous (credited as Alistair Abel)
- Kelly Sheridan vai Elina
- Terry Klassen vai Skeezite #1
- Lee Tockar vai Bibble/Skeezite #2
- Jane Barr vai Anemone/Queen Marabella
- David Kaye vai Royal Guard